# Zhu Ting
Zhu Ting (xinès: 朱婷; pinyin: Zhū Tíng; 29 de novembre de 1994) és una jugadora de voleibol xinesa.
Forma part de la selecció femenina de voleibol de la Xina i juga per al Tianjin des de 2019. Juga en la posició d'atacant exterior.
Zhu i l'equip nacional xinès han guanyat diverses medalles d'or en competicions internacionals, inclosos els Jocs Olímpics de 2016 i la Copa del Món de 2019. Des del seu debut el 2011, Zhu ha rebut 13 premis MVP en tots els nivells de competició, inclòs el premi MVP dels Jocs Olímpics de Rio 2016. És considerada com una de les millors i més condecorades jugadores de voleibol de tots els temps. També és la jugadora de voleibol professional més ben pagada del món, home o dona, a partir de la temporada 2018/19.

## Vida personal
Zhu Ting va néixer a una família rural a la província de Henan. Té quatre germanes (dues germanes grans i dues germanes menors) i els seus pares no tenen antecedents esportius.
El 2007, Zhu, que tenia 13 anys i mesurava 1,7 metres d'alçada, va ser enviada a una escola d'entrenament esportiu per la seva mestra d'educació física de l'escola secundària. El 2008, va començar l'entrenament professional de voleibol a l'escola esportiva de la província de Henan.

## Clubs
- Guangdong Evergrande (2012–13)
- Henan Huawei (2013-16)
- Vakıfbank Istanbul (2016-19)
- Tianjin Bohai Bank (2019-20)